# Provincia di Abel Iturralde
Abel Iturralde è una delle venti province nella parte settentrionale del dipartimento boliviano di La Paz. Prende il nome in onore del politico boliviano Abel Iturralde Palacios. Il capoluogo è la città di Ixiamas sita all'interno del Parco nazionale Madidi. Con una superficie di 42815 km² è la provincia più estesa del dipartimento.

## Posizione
La provincia si trova all'estremità settentrionale della Cordillera Central ed è delimitata a ovest dai fiumi Río Madre de Dios e Río Hearth e a est dal Río Beni.

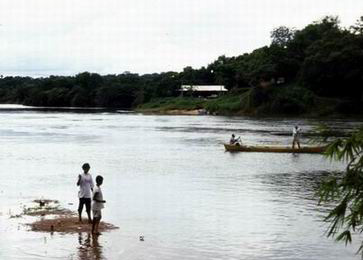
Río Madre de Dios

A nord confina con il Dipartimento di Pando, a ovest con la Repubblica del Perù, a sud con la Provincia di Franz Tamayo e a est con il Dipartimento di Beni.

## Popolazione
Il numero degli abitanti della Provincia di Abel Iturralde è oggi circa il doppio di quello che era due secoli fa.
- 1992: 8 226 abitanti (censimento)
- 2001: 11 828 abitanti (censimento)
- 2005: 14 060 abitanti (stima)[1]
- 2010: 16 397 abitanti (stima).[2]

Secondo dati raccolti nel 1992:
- il 42,3 % della popolazione ha un'età inferiore ai 15 anni
- il grado di alfabetizzazione della Provincia è dell'83,5% il 98,3 % della popolazione parla spagnolo, il 12,1% parla quechua, il 6,7% aymara e il 9,8% altre lingue indigene
- l'83,8% della popolazione non ha allacciamento alla corrente elettrica, il 58,7% vive senza impianti sanitari
- l'87,0% degli abitanti è cattolico, il 10,6% è evangelico.

## Geografia antropica

### Suddivisioni amministrative
La Provincia è suddivisa in 2 comuni:
- Ixiamas
- San Buenaventura.